# Вага, Аугуст Янович
Аугуст Вага (эст. August Vaga; 15 марта 1893, Кехра, Эстляндская губерния, Российская империя — 11 декабря 1960, Тарту, Эстонская ССР, СССР) — эстонский и советский фитоценолог и геоботаник, академик АН Эстонской ССР (1954), чл.-корр. с 1946 года (первый состав).

## Биография
Родился 15 марта 1893 года в Кехра.
В 1923 году окончил Тартуский университет. С 1923 по 1931 годы преподавал биологию в средней школе. В 1931 году вернулся в Тартуский университет, был принят на должность преподавателя биологии.
С 1944 по 1956 годы — заведующий кафедрой систематики растений и геоботаники Тартуского университета, с 1946 года профессор. В том же году избран членом-корреспондентом Академии наук Эстонской ССР (первый состав). С 1947 по 1952 годы занимал также должность заместителя директора и заведующий сектором ботаники Института биологии АН Эстонской ССР.
Скончался 11 декабря 1960 года в Тарту.

## Научные работы
Основные научные работы посвящены анатомии растений, фитоценологии, систематике и филогении, истории ботаники.
- 1934 — Изучал структуру нитевидных листьев злаков.
- 1935 — Изучал систематику сеслерии.
- 1946 — Высказал мнение о том, что бактерии, грибы и миксомицеты не являются растениями, а образуют отдельное царство первичных гетеротрофных организмов.
- Разработал филему растительного мира, в которой выделил 16 отделов.
- Руководил геоботаническими исследованиями болот и лугов Эстонии.
- 1956-59 — Инициатор издания и один из авторов первых 3-х томов многотомного труда Флора Эстонской ССР (1-3 тома).